# Chilicola biguttata
Chilicola biguttata är en biart som beskrevs av Packer 2007. Chilicola biguttata ingår i släktet Chilicola och familjen korttungebin. Inga underarter finns listade i Catalogue of Life.